# Наталија Родригез (атлетичарка)
Наталија Родригез Мартинез (шп. Natalia Rodríguez Martínez; Тарагона, 2. јул 1979) је шпанска атлетичарка специјалиста за трчање на 1.500 метара.
Најбољи резултат на 1.500 м постигла је 3:59,51, у Ријетију 28. августа 2005.
На Светском првенству на отвореном 2009. у Берлину, Родригезова је завршила прва у 1500 м, али је дисквалификована због ометања Етиопљанке Гелете Бурка. На 200 метара пре циља мислила је проћи Бурку са унутрашње стране, али се сударила и Бурка је пала на стазу.

## Најзначајнији резултати
| Година | Такмичење                       | Град      | Место | Резултат |
| ------ | ------------------------------- | --------- | ----- | -------- |
| 1998   | Светско првенство за јуниоре    | Анси      | 6     | 4:16,20  |
| 2000   | Олимпијске игре                 | Сиднеј    | 37    | 4:22,82  |
| 2001   | Светско првенство У-23          | Амстердам |       | 4:11,20  |
| 2001   | Светско првенство на отвореном  | Едмонтон  | 6     | 4:07,10  |
| 2002   | Европско првенство на отвореном | Минхен    | 6     | 4:06,15  |
| 2004   | Олимпијске игре                 | Атина     | 10    | 4:03,01  |
| 2005   | Светско првенство на отвореном  | Хелсинки  | 6     | 4:03,06  |
| 2008.  | Олимпијске игре                 | Пекинг    | 6     | 4:03,19  |
| 2009.  | Европско првенство у дворани    | Торино    |       | 4:08,72  |
| 2010.  | Светско првенство у дворани     | Доха      |       | 4:08,13  |
| 2010.  | Европско првенство на отвореном | Барселона |       | 4:01,30  |
| 2011.  | Светско првенство на отвореном  | Тегу      |       | 4:05,87  |
| 2012.  | Олимпијске игре                 | Лондон    | 40    | 4:16,18  |
| 2013   | Светско првенство на отвореном  | Москва    | 20    | 4:09,18  |

## Лични рекорди
на отвореном
- 800 м : 2:01,35 (2001)
- 1.500 м : 3:59,51 (2005)
- миља : 4:21,92 (2008)
- 3.000 м: 8:35,86 (2009)

у дворани
- 1.500 м: 4:06,35 (2010)
- 3.000 м: 9:01,40 (2003)